# Andreas Fuchs (Wirtschaftswissenschaftler)
Andreas Fuchs (* 1982 in Bad Nauheim) ist ein deutscher Wirtschaftswissenschaftler.

## Leben
Von 2002 bis 2008 studierte er Volkswirtschaftslehre an den Universitäten Bamberg, Paris-Nanterre, Frankfurt am Main und Paris-Dauphine. Er war wissenschaftlicher Mitarbeiter am Lehrstuhl Axel Drehers in Göttingen (2008–2011) und Heidelberg (2011–2012) und wurde 2012 an der Universität Göttingen bei Axel Dreher, Stephan Klasen und Stefanie Walter zum Dr. rer. pol. promoviert (Political Determinants of Foreign Aid and International Trade of Emerging Economies). Von 2012 bis 2013 forschte er an der Woodrow Wilson School of Public and International Affairs der Princeton University. Von 2013 bis 2018 war er Postdoc am Forschungszentrum für Verteilungskonflikte und Globalisierung sowie am Alfred-Weber-Institut für Wirtschaftswissenschaften der Universität Heidelberg. 2018 nahm er den Ruf an die Helmut-Schmidt-Universität an und ist seitdem Inhaber der mit dem Institut für Weltwirtschaft Kiel eingerichteten Gemeinschaftsprofessur für Umwelt-, Klima- und Entwicklungsökonomik. 2019 nahm er einen Ruf der Georg-August-Universität Göttingen an auf die Professur für Volkswirtschaftslehre mit dem Schwerpunkt Volkswirtschaftstheorie und Entwicklungsökonomik.

## Schriften (Auswahl)
- Rogue aid? The determinants of China’s aid allocation. München 2011, OCLC 798940711.